# Dietmar Schönherr
Dietmar Schönherr est un acteur et réalisateur autrichien, né le 17 mai 1926 à Innsbruck au Tyrol et mort le 18 juillet 2014 à Ibiza aux Baléares.
Il est le mari de l'actrice danoise Vivi Bak.

## Filmographie

### Comme acteur

#### Cinéma
- 1944 : Junge Adler : Theo Brakke
- 1947 : Les amours de Blanche Neige : Joe Burton
- 1949 : Das Fräulein und der Vagabund : Gerhard Renken
- 1951 : Nacht am Mont-Blanc : Vigo, lieutenant de la police des frontières
- 1955 : Rosenmontag : Lieutenant Hans Rudloff
- 1956 : Bonjour Kathrin : Duval
- 1956 : Friederike von Barring : Müller-Staen jr.
- 1956 : Kleines Zelt und große Liebe : Ferry Singer
- 1956 : Das Mädchen Marion : Günter Legler
- 1957 : Made in Germany : Dr. Roderich Zeiss
- 1957 : Die verpfuschte Hochzeitsnacht : Alessandro Schulze
- 1957 : Einmal eine grosse Dame sein : Stefan Riehl
- 1957 : Frühling in Berlin : Hannes Delk
- 1957 : Fille interdite : Kurt Losch
- 1958 : Der Elefant im Porzellanladen : Clemens
- 1958 : Schwarzwälder Kirsch : Peter Benrath
- 1958 : Der schwarze Blitz : Herbert Thanner
- 1958 : Le Labyrinthe de l'amour (Frauensee) de Rudolf Jugert : Ferry Graf Chur
- 1959 : Sehnsucht hat mich verführt
- 1959 : Die unvollkommene Ehe : Rolf Beckmayer
- 1959 : Alle Tage ist kein Sonntag : Mitja Burganoff
- 1959 : Jons und Erdme : directeur de l'usine de savons
- 1959 : Du bist wunderbar : Willi Schultz
- 1960 : Der liebe Augustin : Franz von Gravenreuth
- 1960 : L'Ombre de l'étoile rouge : Gaston
- 1960 : Le Joueur d'échecs : le rabbin
- 1960 : Im Namen einer Mutter : Fritz Merlin
- 1960 : Ingeborg : Peter
- 1960 : Sabine und die 100 Männer : Michael Böhm
- 1961 : L'Aventurière bien-aimée (de) : David Ogden
- 1961 : Une femme à abattre (de) : Georg Holst, médecin
- 1962 : Haß ohne Gnade (de) : Dr. Elmer
- 1962 : Le jour le plus long : Major de la Luftwaffe (non crédité)
- 1962 : Héros sans retour : Petit Prince
- 1962 : Les Années heureuses (de) : Martin Thorwald
- 1962 : Sein bester Freund : Marius Melichar
- 1962 : Kohlhiesels Töchter : Günter Krüger
- 1963 : Le manoir de l'étrangleur : Inspecteur Eric Harvey
- 1963 : Das Rätsel der roten Quaste : Richard
- 1964 : Le Mystère de la jonque rouge : Ted Barnekow
- 1964 : Ein Frauenarzt klagt an : Klaus Petermann
- 1964 : Das Ungeheuer von London-City : Dr. Morely Greely / Michael
- 1964 : Victim Five (en) : Paul
- 1964 : F.B.I. contre l'œillet chinois : Dr. Cecil Wilkens
- 1965 : Ein Ferienbett mit 100 PS : Hans Rothe
- 1965 : Coast of Skeletons (en) : Piet Van Houten
- 1965 : Le Secret de la liste rouge : Henderson
- 1965 : Ferien mit Piroschka : Alfi Trattenbach
- 1966 : Komm mit zur blauen Adria : Walter Thomas
- 1966 : Ski Fever : Toni
- 1967 : Commissaire X: Halte au L.S.D. : Allan Hood / George Hood
- 1968 : Otto ist auf Frauen scharf : Christian Bongert
- 1969 : April - April : Ambassadeur
- 1970 : Komm nach Wien, ich zeig dir was! : narrateur
- 1971 : Die Lady aus dem Weltraum
- 1984 : Die Story : showmaster
- 1985 : Der Tod des weißen Pferdes : Caspar von Schenkenstein
- 1985 : Raffl : le pasteur
- 1985 : Tanner l'irréductible : Steiner
- 1989 : Torquemada
- 1989 : African Timber
- 1990 : Voyage vers l'espoir : Massimo
- 1991 : Mirakel
- 1992 : Das war der wilde Osten : Gustav Hohenstein
- 1993 : Brandnacht : Joshua Jordi
- 1993 : Rosen aus Jericho
- 1995 : Jeden 3. Sonntag
- 1995 : Es war doch Liebe?
- 1997 : Eine fast perfekte Scheidung : Dr. Hofbauer
- 1997 : Back in Trouble : Dinkelmann
- 1998 : ¿Bin ich schön? : Juan
- 2001 : Leo und Claire : Anwalt Dr. Richard Iphraim Herz
- 2006 : Handyman : Dr. Meyer

#### Télévision
- 1957 : Daphnis und Chloe (TV) : Daphnis
- 1959 : Rendezvous (série télévisée) : Karl (épisode Mean Mountain)
- 1960 : Es geschah an der Grenze (série télévisée) : Karl 'Charly' Binder (épisode Nur ein kleiner Fisch...)
- 1960 : Nach all der Zeit (TV) : Harald
- 1961 : Schau heimwärts, Engel (TV) : Ben Gant
- 1961 : Mary Rose (TV) : Harry / Simon
- 1963 : Im Schatten des Krieges (Tv) : Culver
- 1963 : Meine Frau Susanne (série télévisée) : 1.Maler (épisode Das Ehe-ABC)
- 1963 : Herr Lamberthier (TV) : Maurice
- 1964 : Nach Ladenschluss (TV) : Horst Radack
- 1966 : Königliches Abenteuer (TV) : Prince Charles
- 1966 : Commando spatial - La Fantastique Aventure du vaisseau Orion (série télévisée) : Cliff Allister McLane (7 épisodes)
- 1967 : Das kleine Teehaus : Capitaine Fisby
- 1968 : Affäre Dreyfuss (mini-série télévisée) : Rechtsanwalt Labori
- 1968 : Madame Bovary (TV) : Boulanger
- 1969 : Les Cavaliers de la route (série télévisée) : Eric Oswald (épisode Die verschwundene Lady)
- 1969 : Die Sommerfrische (TV) : Leonardo
- 1969  : Warum ich Dich liebe (TV) : chanteur
- 1969 : Die Geschichte der 1002. Nacht (TV) : Kalergi
- 1969 : D'Artagnan (mini-série télévisée) : Le duc de Buckingmam (épisodes Les ferrets et Milady)
- 1970 : Luftsprünge (série télévisée) : Ulli Wallner (épisode Die Abwerbung)
- 1970  : Der Mann, der den Eiffelturm verkaufte (TV) : Bredford King
- 1972 : Sternschnuppe (TV)
- 1972 : Fritz Muliar Schau (série télévisée) : (épisode Was ist Freundschaft?)
- 1975 : Ein Fall für Sie! - Sonnenschein bis Mitternacht (TV) : Commissaire Bachmann
- 1975 : Eine Frau zieht ein (TV) : Franz Peter
- 1975-2004 : Tatort (série télévisée) : Siegmar Frick (épisode Tod eines Einbrechers) / Lunik van Deeling (épisode Tod im All) / Alois Egger (épisode Passion) / Willy Tindle (épisode Nicht jugendfrei)
- 1976 : Wolpertinger Wochenschau (série télévisée)
- 1976 : Am laufenden Band (série télévisée) : chanteur
- 1977 : Abschiede (TV)
- 1978 : Der Spinnenmörder (TV) : Inspecteur en chef Anderson
- 1979 : Ihr 106. Geburtstag (TV) : Marcus
- 1980 : H. Laxness: Das wiedergefundene Paradies (mini-série télévisée) : le roi
- 1981 : Un cas pour deux (série télévisée) : Claus Brinkstedt (épisode Fuchsjagd)
- 1982 : Hochkant (TV) : le modérateur
- 1982 : Die Stunde des Löwen (TV) : Franz Pirroth
- 1982 : So oder so ist das Leben: Vier Begegnungen in einer Großstadt (TV)
- 1982-1983 : Die fünfte Jahreszeit (mini-série télévisée) : Alois Perwanger (épisodes Spuren im Schnee et Das Duell)
- 1983 : Kinder unseres Volkes (TV) : Oncle Wolf
- 1984 : Denkste!? (série télévisée) : le grand-père (épisode Unser Opa hat 'ne Macke!)
- 1985 : Berliner Weiße mit Schuß (série télévisée) : Dr. Maisch (épisode Der Sündenbock/Überstunden/Hannibal ante portas)
- 1985 : A Song for Europe (TV) : Junger
- 1986 : Ein heikler Fall (série télévisée) : Eugen Katerle (épisode Konkurs und Moral)
- 1988 : Fest im Sattel (série télévisée)
- 1989 : Reporter (série télévisée) : Herbst
- 1990 : Arbeitersaga (série télévisée) : Theodor Rafft (épisode April 1945 - Das Plakat)
- 1990 : Der Tod zu Basel (TV) : Dr. med. Jean-Jacques Zinstag
- 1991 : Killer (TV) : Ralph
- 1991 : Section K3 (série télévisée) : Prof. Dr. Rolf Diehl (épisode Anesthésie fatale)
- 1992 : Schneewittchen und das Geheimnis der Zwerge (TV) : le roi
- 1992 : By Way of the Stars (mini-série télévisée) : Friedrich Brunneck
- 1993 : Family Passions (série télévisée) : Jürgen Haller
- 1994 : Fünf Millionen und ein paar Zerquetschte (TV) : Friedhelm
- 1994 : Der Gletscherclan (série télévisée) : Ruprecht Jauffenberger
- 1995 : Ein unvergeßliches Wochenende (série télévisée) : Niels Roloff (épisode Auf Mallorca)
- 1996 : Der Bergdoktor (série télévisée) : Jack Harrison (épisode Eine wahre Liebe)
- 1996 : Kommissar Klefisch (série télévisée) : Herburger (épisode Vorbei ist vorbei)
- 1997 : Schwurgericht (série télévisée) : August Seibel (épisode Saskia - Schwanger zum Sex gezwungen)
- 1997 : Sophie - Schlauer als die Polizei erlaubt (série télévisée) : Rupert Menath (épisode Ein wahrer Gentleman)
- 1997 : Leinen los für MS Königstein (série télévisée) : Heinrich Starke (épisodes Heinrich der Starke, Hahn im Korb et Haus am See)
- 1998 : La rançon du pouvoir (TV) : Richard Moll
- 1999 : Zwei Brüder (série télévisée) : Julius Herzfeld (épisode Gift)
- 1999 : Der Kopp (TV) : Jürgen Kopp
- 1999 : Der Schrei des Schmetterlings (TV) : le grand-père de Paulina
- 1999 : Schloßhotel Orth (série télévisée) : Opa Messmer (épisode Spurensuche)
- 2000 : Auf eigene Gefahr (série télévisée) : Richard Korting (épisode Ladendiebe)
- 2000 : Happy Hour oder Glück und Glas (TV) : Dr. Gussenbauer
- 2001 : Rosamunde Pilcher (série télévisée) : Lord Kerrymore (épisode Die Rose von Kerrymore)
- 2001 : Alle meine Töchter (série télévisée) : Massimo (épisodes Zweifelhafte Geschäfte, Der Meisterpoker et Das Virus)
- 2001 : Utta Danella (série télévisée) : Jon Kamphoven (épisode Der blaue Vogel)
- 2002 : Liebe darf alles (mini-série télévisée) : Arnold
- 2002 : Die Rosenkrieger (TV) : Dr. Friedrich Maertens
- 2003 : SOKO Kitzbühel (série télévisée) : Martin Bergmann (épisode Abfahrt in den Tod)
- 2004 : Das unbezähmbare Herz (TV) : Gustave
- 2005 : Liebe auf den zweiten Blick (TV) : Friedrich Mertens
- 2005 : Rufer, der Wolf (TV) : Robert Rufer
- 2005 : Mein Vater und ich (TV) : Professeur Georg Riegler
- 2005 : Un passé douloureux (TV) : Professeur Paul Hermes
- 2005 : Une maman formidable (TV) : Professeur Werner Kleist
- 2006 : Der Judas von Tirol (TV) : Martl
- 2006 : Familie Dr. Kleist (série télévisée) : Friedrich Ewersbusch (épisode Das harte Herz)
- 2007 : Giganten (série télévisée) : Sigmund Freud (épisode Freud - Aufbruch in die Seele)
- 2009 : Zeit für Träume (TV) : Johann Johannsen

### Comme réalisateur
- 1969 : Lachotzky (TV)
- 1973 : Kain (TV)